# Schwedische Kolonialgeschichte

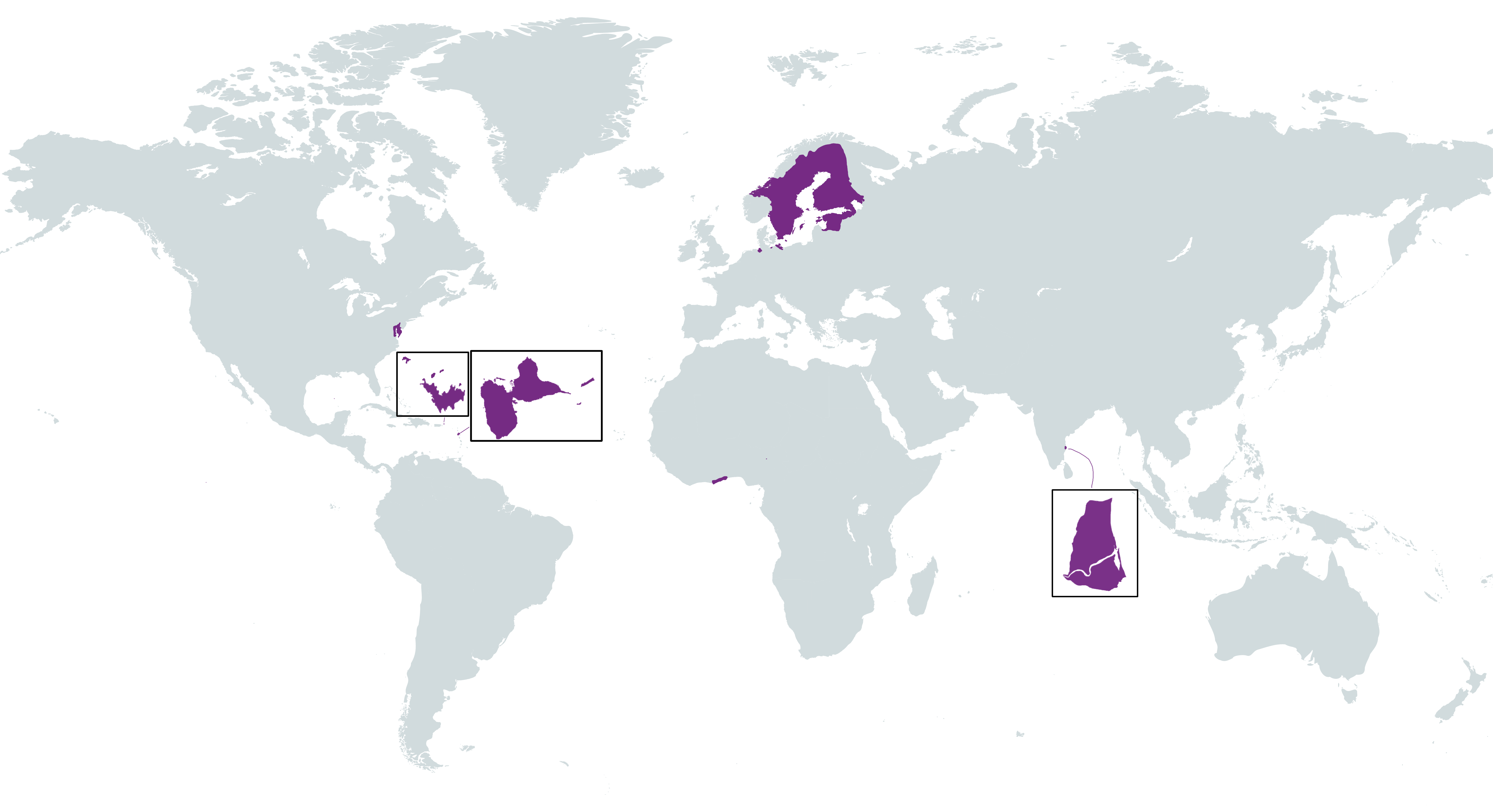
Karte der schwedischen Kolonien

Die Schwedische Kolonialgeschichte bestand zum einen in der Okkupation der samischen Siedlungsräume im Norden Fennoskandinaviens und zum anderen im Erwerb einiger Niederlassungen und Kolonien in Afrika und Amerika im 17. und 18. Jahrhundert. Als junge europäische Großmacht versuchte Schweden, das in relativ geringem Umfang am Sklaven- und über die Schwedische Ostindien-Kompanie am Ostindienhandel beteiligt war, ab dem 17. Jahrhundert außereuropäische Kolonien dauerhaft zu erwerben. Wie bei anderen Kolonialmächten war der erste Schritt auf diesem Weg die Einrichtung von überseeischen Handelsniederlassungen. Langfristig konnte sich Schweden jedoch nicht gegen die Konkurrenz insbesondere der Niederlande und Großbritanniens durchsetzen.

## Kolonialisierung Sápmis
Bereits im Mittelalter erhoben Norwegen, Schweden und Russland Anspruch auf die nördlichen Regionen Fennoskandinaviens, die von ihnen Lappland und von den dort lebenden Samen Sápmi genannt wurden. An den Küsten entstanden in dieser Zeit bereits nichtsamische Städte und von dort aus wurde der Handel und die Steuereintreibung mit den im Inland lebenden Samen organisiert. König Karl IX. beschloss 1602 die Anlage einiger küstenferner Marktplätze (beispielsweise Jokkmokk), um die verstreut lebende Urbevölkerung besser kontrollieren zu können. Ab 1635 werden sie zur Zwangsarbeit in den Silberminen gezwungen. Um 1650 begann die Kolonisierung Lapplands mit schwedischen Neubürgern, die allerdings rund hundert Jahre lang nur sehr sporadisch blieb. Den Neusiedlern wurde das Recht eingeräumt, das Land ungeachtet der Bedürfnisse der Samen zu nutzen und von ihnen Abgaben zu fordern. Da Lappland ein Teil Europas ist und die Samen eine sehr kleine Minderheit sind, kam es sehr schnell zur Eingliederung in das Staatsgebiet Schwedens.

## Niederlassungen und Kolonien in Afrika
Afrikanische Handelskolonien im Besitz der privaten Schwedischen Afrika-Kompanie mit Festungen und Faktoreien bestanden an der so genannten Schwedischen Goldküste, die alle zwischen 1650 und 1653 in schwedischen Besitz gelangt waren und zwischen 1657 und 1659 an Dänemark verloren gingen: Fort Witsten (Takoradi), Fort William (Anomabu), Christiansborg (Accra) und Cape Coast Castle (Cape Coast). Mit dem Verlust der afrikanischen Stützpunkte war der Versuch Schwedens, zur Kolonialmacht aufzusteigen, gescheitert.

## Niederlassungen und Kolonien in Amerika
Das 1638 erworbene Neuschweden in Nordamerika ging 1655 an die Niederlande verloren. Im April 1732 landeten schwedische Siedler an der Nordküste der Insel Tobago und gründeten Fort Frederick, gaben die Kolonie aber bereits Anfang Mai wieder auf. 1784 erwarb Schweden gegen Handelsrechte die Karibikinsel St. Barthelemy (St. Barts) von Frankreich, welche es 1877 wieder an Frankreich verkaufte. Nach den napoleonischen Kriegen trat Großbritannien Guadeloupe an Schweden ab. Im Frieden von Paris gab Schweden es 1814 an Frankreich zurück.

## Parallele Expansion in Europa
Die überseeischen kolonialen Bemühungen Schwedens wurden ergänzt durch expansive Bestrebungen in Europa, die im Zuge des Dreißigjährigen Kriegs 1648 Vorpommern (Schwedisch-Pommern), einschließlich Stettins und der gesamten Odermündung, Wismar und Neukloster sowie das Erzbistum Bremen und das Bistum Verden als Reichslehen in schwedischen Besitz brachten. Ebenso gelang es Schweden im Ersten Nordischen Krieg Livland bzw. das Baltikum und Ingermanland zu erobern, im Großen Nordischen Krieg 1721 verloren sie allerdings die Gebiete an Russland. 